# Lewes
Lewes [ˈluɪs] ist eine Stadt in der Grafschaft East Sussex in England. Die Stadt ist sowohl Verwaltungssitz der Grafschaft als auch des Distrikts Lewes und hat ca. 16.000 Einwohner.

## Geographie
Lewes liegt in der hügeligen Kreidelandschaft im Süden Englands South Downs am Fluss Ouse, 80 km südlich von London und ca. 10 km nordöstlich von Brighton. Östlich der Stadt erheben sich die Downs zu einem großen Kreide-Hochufer, das noch aus großer Entfernung erkennbar ist. Der dazugehörige Stadtteil ist Cliffe, der südliche Teil der Stadt wird Southover genannt. Weitere Gebiete der Stadt sind Malling, Wallands und Neville.

## Geschichte

Denkmal für die Schlacht von Lewes

Der Name Lewes stammt aus dem angelsächsischen Wort „Hlew“, das Berg bedeutet. Die Stadt liegt tatsächlich auf einem großen Hügel. Doch schon zur Zeit der Römer befand sich hier eine Befestigungsanlage. Im Jahr 1148 erhielt Lewes von König Stephan die Charter of Independence.
In Lewes fand im Jahr 1264 die Schlacht von Lewes statt, bei der Simon V. de Montfort König Heinrich III. und dessen Sohn, den späteren König Eduard I., besiegte.
Einer der „Gründungsväter“ der USA, Thomas Paine, war vom Jahr 1768 an Steuer-Eintreiber in Lewes und lebte dort im Bull House aus dem 15. Jahrhundert. Er verfasste mehrere Petitionen, um eine bessere Bezahlung der Steuer-Eintreiber durchzusetzen und wurde deshalb seines Postens enthoben. 1774 wanderte er nach Amerika aus und wurde dort schnell einer der Vertreter der amerikanischen Unabhängigkeitsbewegung.
Am 27. Dezember 1836 ging in Lewes eine Lawine nieder, als sich eine große Schneeansammlung auf dem nahegelegenen Hochufer löste und auf eine Reihe kleinerer Häuser niederrollte. Durch diese bis heute schwerste Lawine Englands wurden 15 Menschen verschüttet, von denen acht starben. Heute erinnert ein Pub namens The Snowdrop an das Ereignis.
Die Gemeinde Lewes hat im September 2008 eigene Banknoten herausgegeben, um die lokale Wirtschaft zu stärken. Das Projekt lief zunächst bis August 2009 und soll nebenbei ein Beitrag zum Klimaschutz sein, da das Lewes Pfund nur zum Erwerb lokal produzierter Produkte verwendet werden könne. Dieses Projekt wurde auf unbestimmte Zeit verlängert. In der britischen Stadt Totnes (Devon) läuft ein ähnliches Projekt bereits seit März 2008.

## Sehenswürdigkeiten

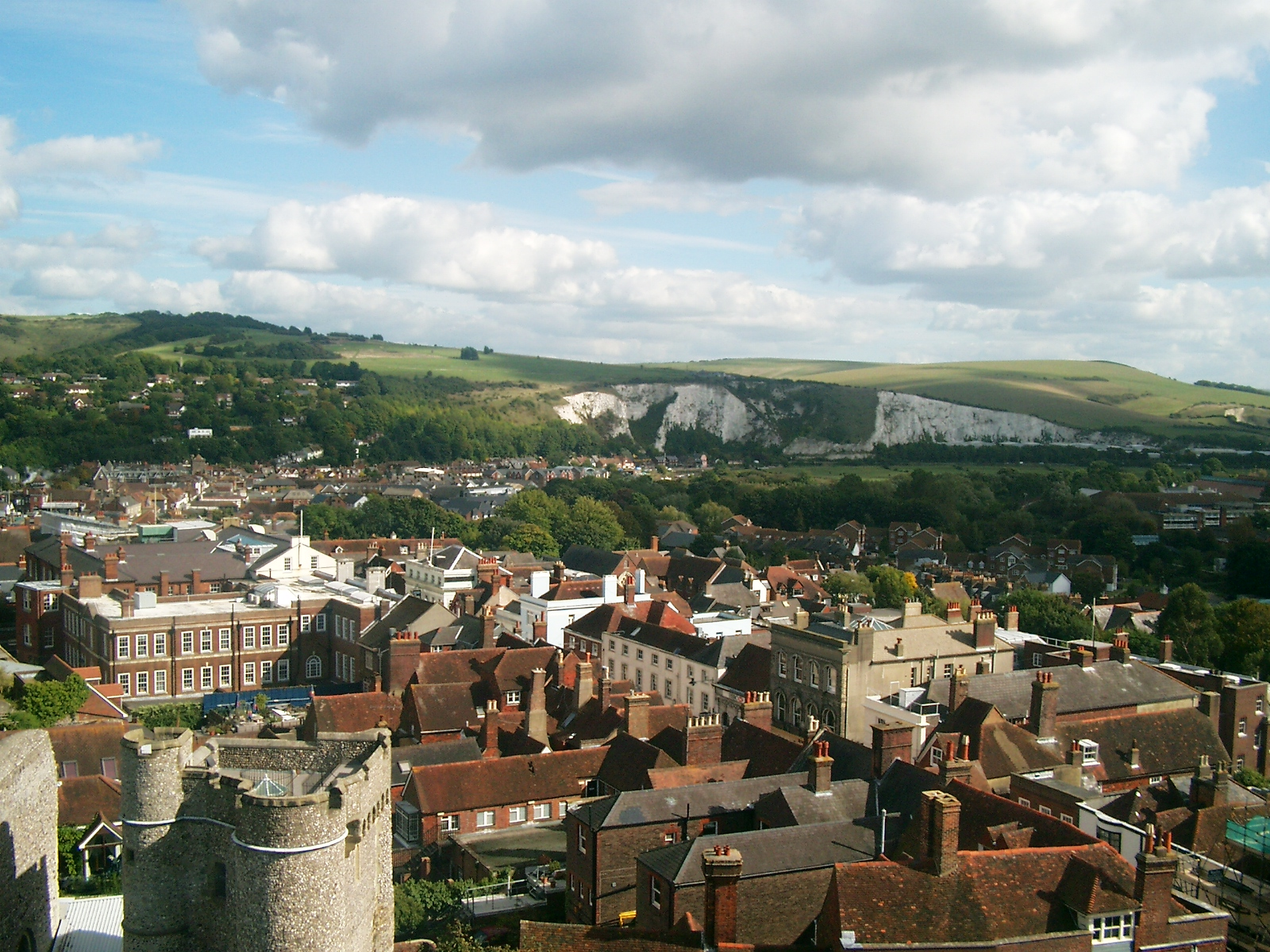
Aussicht Lewes Castle, im Hintergrund sieht man die Kreidefelsen

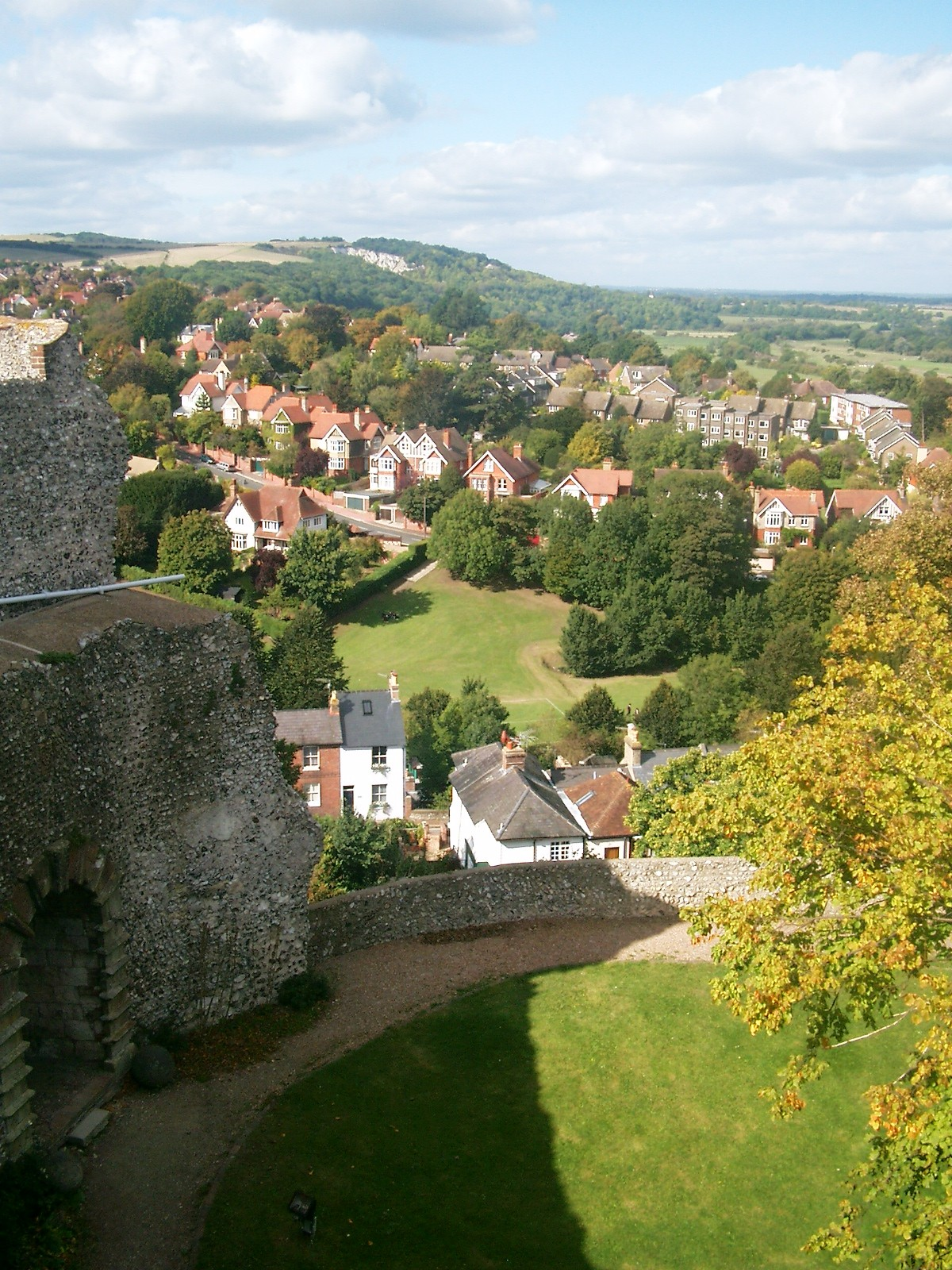
Aussicht Lewes Castle

Das Lewes Castle wurde bald nach der Invasion der Normannen im Jahr 1066 unter Wilhelm dem Eroberer von William de Warenne, 1. Earl of Surrey errichtet.
Im Jahr 1077 gründeten William de Warenne und seine Frau Gundrada das Kloster Lewes. Es war das erste Kloster der Cluniazenser in England. Im Jahr 1537 ließ Heinrich VIII. das Kloster zerstören; die Ruinen können heute noch besichtigt werden.
Das Anne of Cleves-Haus ist ein Gebäude, das Anna von Kleve im Rahmen ihrer Scheidungsvereinbarung 1540 von Heinrich VIII. erhielt. Es wurde jedoch nie von ihr bewohnt. Heute beherbergt es ein Museum, das der Geschichte Lewes' seit dem 16. Jahrhundert gewidmet ist.
Lewes ist besonders bekannt für seine alljährliche Guy-Fawkes-Nacht am 5. November. Mit den Feierlichkeiten wird nicht nur der Aufdeckung des Komplotts aus dem Jahre 1605 gedacht, sondern auch der Verbrennung siebzehn protestantischer Märtyrer während der Verfolgung der Protestanten durch Königin Maria I. (1555–1557). Jedes Jahr ziehen an diesem Tag mehrere Fackelzüge durch die Stadt. Sie werden von den sogenannten Bonfire societies veranstaltet (bonfire ist ein großes Feuer im Freien). In Lewes gibt es sechs dieser Gesellschaften, die jeweils eigene Fackelzüge durchführen. Jede dieser Gesellschaften hat ihre eigenen traditionellen Kostüme (vom Tudor-Anzug bis zu mongolischen Kriegern). Dabei werden stets Puppen von Guy Fawkes und Papst Paul V., der 1605 Oberhaupt der römisch-katholischen Kirche wurde, durch die Straßen getragen. Zusätzlich hat jede der Bonfire societies eigene Puppen zu einem bestimmten Thema. 2001 sorgte eine Puppe, die Osama bin Laden darstellen sollte, für besondere Beachtung des Ereignisses in der Presse. Zum Andenken an die 17 Märtyrer werden 17 brennende Kreuze durch die Stadt getragen; außerdem findet eine Kranzniederlegung am Kriegerdenkmal im Stadtzentrum statt. Die Feierlichkeiten münden in fünf verschiedenen großen Feuern, in denen die Puppen durch Feuerwerkskörper und die Flammen zerstört werden. Bis zu 80.000 Menschen finden sich zu diesem Lokalereignis ein.

## Infrastruktur

### Verkehr
Der Bahnhof von Lewes ist ein Eisenbahnknotenpunkt, er liegt an den Strecken des Eisenbahnverkehrsunternehmens Southern:
- London Victoria – / London Bridge – East Croydon – Lewes – Eastbourne (– Hastings – Ore)
- Brighton – Lewes – Eastbourne – Hastings – Ashford International
- Lewes – Newhaven – Seaford

Bei Lewes kreuzt die A26 road die in einigem Abstand die Küste begleitende A27 road, die nach Westen hin vierstreifig ausgebaut ist.
Der Busverkehr im Rahmen des ÖPNV wird von verschiedenen Busverkehrsunternehmen durchgeführt.
Zwischen Brighton und Lewes verkehrt die Liniengruppe 28 / 29 / 29B / 29X, die von Brighton & Hove (Busbetrieb der Go-Ahead-Gruppe) in dichtem Takt angeboten wird. Die Linie 29 verkehrt weiter über Uckfield nach Tunbridge Wells.

Weitere Buslinien in Lewes und dem Umland werden auch von Compass Travel (Sussex) Ltd. angeboten, hauptsächlich werktags tagsüber für den Einkaufsverkehr, teilweise nur jeden zweiten Wochentag. Die meisten dieser Fahrten werden im Auftrag des East Sussex County Council durchgeführt.

### Einrichtungen
Die Fire Brigade East Sussex ist eine Feuerwehrorganisation mit Sitz in Lewes, die für den Brandschutz und die allgemeine Hilfe in ihrer Grafschaft sorgt. Sie entstand im Jahr 1974 aus den früheren Brigades Brighton, Hastings, Eastbourne und East Sussex. Die Fire Brigade hat neben ihrem Hauptsitz in Lewes, zwei Divisions-Sitze in Brighton und Eastbourne, sechs Shift Stations, sechs Day-Manned Stations und zwölf Retained Stations. Das Personal der Grafschaft-Fire Brigade setzt sich aus haupt- und nebenberuflichen Firefighters, Hauptamtlichen im Kontroll- und Funkzentrum sowie Administration in Lewes und weiteren nicht uniformierten Kräften zusammen.

## Politik
Für den Wahlkreis Lewes ist seit 2015 die Konservative Maria Caulfield Abgeordnete im Unterhaus. Ihre Vorgänger waren von 1997 bis 2015 der Liberaldemokrat Norman Baker und von 1974 bis 1997 Tim Rathbone (Conservative Party).

## Persönlichkeiten
- Gideon Mantell (1790–1852), Arzt, Geologe und Paläontologe
- Virginia Woolf (1882–1941), Schriftstellerin und Verlegerin
- Peter Kellner (* 1946), Journalist und Wahlforscher

## Städtepartnerschaften
Lewes unterhält Städtepartnerschaften mit folgenden Städten:
- Blois, Frankreich
- Waldshut-Tiengen, Deutschland